# Claus Michael Kauffmann
Claus Michael Kauffmann (geboren 5. Februar 1931 in Frankfurt am Main, gestorben 30. Juni 2023) war ein deutsch-britischer Kunsthistoriker.

## Leben
Claus Michael Kauffmann war ein Sohn des Kunsthändlers Arthur I. Kauffmann und der Ärztin Tamara Karp. Sein Bruder Edgar Kauffmann (geboren 1923) wurde Arzt. Die Familie musste 1938 aus dem nationalsozialistischen Deutschland emigrieren und kam zunächst in Burnley, Lancashire, unter. Er besuchte die Clitheroe Grammar School (1940–43), die St Paul’s School, Berkshire, und eine Schule in London (1943–48). Er studierte von 1950 bis 1953 Geschichte am Merton College, Oxford, (B.A.) und danach am Warburg Institute, University of London, wo er Junior Research Fellow war und 1957 in Kunstgeschichte promoviert wurde. Kauffmann heiratete 1954 die 1931 in Berlin geborene Dorothea Hill, die ebenfalls geflohen war, sie hatten zwei Kinder.
Kauffmann war 1957/58 Assistent in der Fotografischen Sammlung des Warburg Instituts und arbeitete 1958 bis 1960 als Assistent Keeper an der Manchester Art Gallery. Von 1960 bis 1985 war er am Victoria and Albert Museum zunächst als Assistent Keeper in der Abteilung Prints & Drawings and Paintings tätig und ab 1975 als Keeper. Er war 1969 zu einem Lehrauftrag an die University of Chicago eingeladen.
Kauffmann wurde 1985 Professor für Kunstgeschichte am Courtauld Institute und hatte gleichzeitig bis 1995 das Amt des Direktors inne in einer Zeit raschen Wachstums der Studentenzahlen und organisatorischer Umstellungen.
Kauffmann nahm vielfältige Ämter und Funktionen im öffentlichen Kunstbetrieb wahr. Seit 1987 war er Fellow der British Academy.

## Schriften (Auswahl)
- The Baths of Pozzuoli. A Study of the Medieval Illuminations of Peter of Eboli’s Poem. Oxford : Bruno Cassirer, 1959
- The Legend of St. Ursula. A survey based on the painting “The Martyrdom of St. Ursula and the Eleven Thousand Virgins” in the Victoria and Albert Museum and other works. With reproductions. London : Victoria & Albert Museum, 1964
- The Barbizon school. London : Victoria & Albert Museum, 1965
- Paintings at Apsley House. London : Victoria & Albert Museum, 1965
- An altar-piece of the Apocalypse from Master Bertram’s Workshop in Hamburg. London : Victoria & Albert Museum, 1968
- Romanesque MSS 1066–1190. London : Harvey Miller, 1975
- Paintings, water-colours and miniatures. London : Victoria & Albert Museum, 1978 ISBN 0-905209-10-9
- John Varley: 1778–1842. London : Batsford in association with the Victoria & Albert Museum, 1984  ISBN 0-7134-3402-3
- Biblical imagery in medieval England 700–1550. London : Harvey Miller Publishers, 2002 ISBN 1-872501-04-4